# 山坳

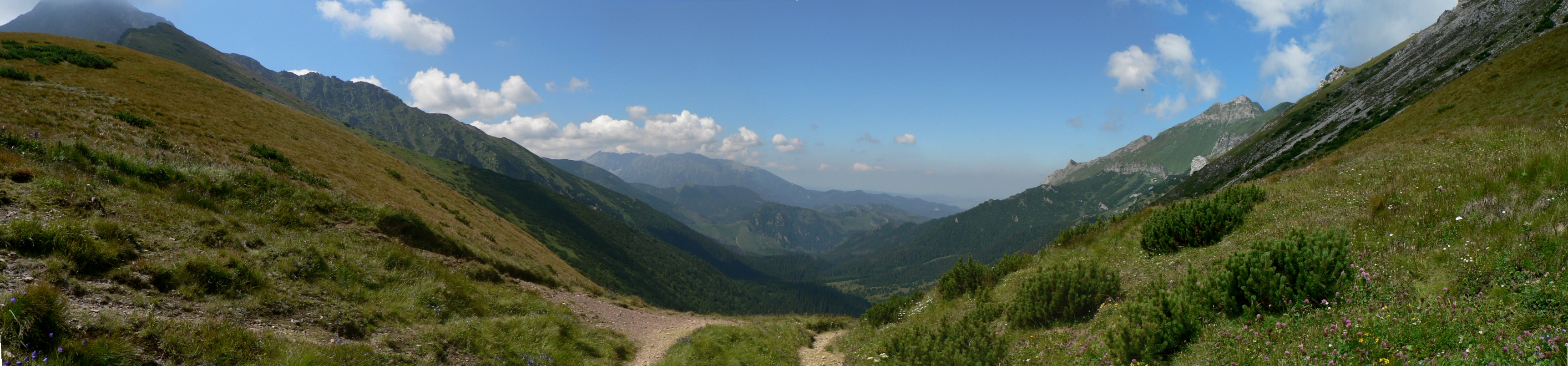
兩山之間寬大平緩的地形可視為「山坳」。

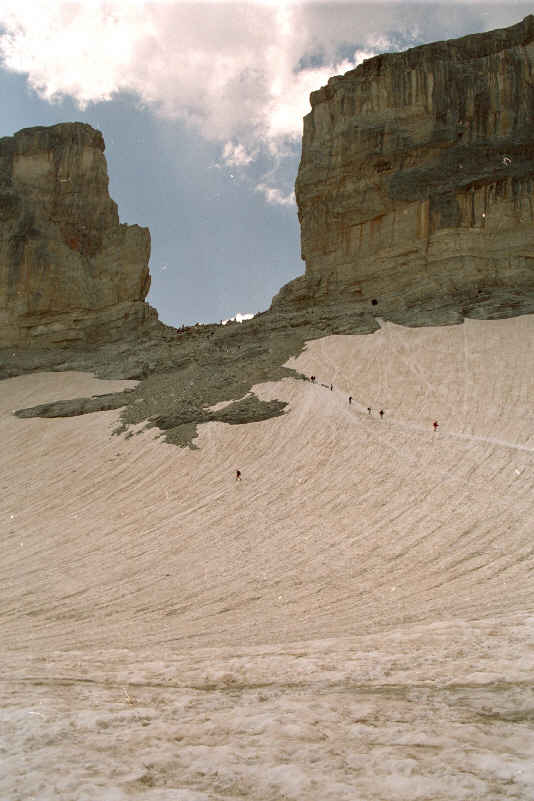
在兩山之間顯而易見的缺口地形也被稱為「山坳」。

山坳，又称坳、山凹，指兩山之間低窪的地方。其範圍不僅包括鞍部，也包括了谷地的兩側，而且有的地形是寬大平緩，如同「山间平地」，但這也是屬於山坳。
相較於山頂、山脊線上各處，山坳幅員廣大且易於遮掩，故兩軍作戰時常用於隱匿人馬。《儒林外史》即有言：「卻把兵馬將士，都埋伏在山坳裡。」
除鞍部外，其餘山坳各處因有遮蔽，風勢較小；而且地勢較低，取水方便，故山居人家往往築宅於此。《紅樓夢》即有言：「雕甍綉檻，皆隱於山坳樹杪之間。」